# عبد السلام عيون السود
عبد السّلام عبد الله عُيون السّود (1922 - 15 يناير 1954) شاعر سوري. ولد في حمص ونشأ بها. التحق بعد الدراسة الابتدائية بكلية الشرعية في حلب. عمل موظفًا في الإنتاج الزراعي، ثم في وزارة المالية. أصيب بمرض التوسع الإكليلي في القلب في ثلاثين من عمره وقد أدى به هذا المرض الذي لازمه ثلاث سنوات قبل وفاته إلى الشعور باليأس وقام بإحراق مخطوطة ديوانه بعنوان مع الريح. أصدرت وزارة الثقافة السورية‌ ديوانه، أو ما بقي من ديوانه، في 1968. 

## سيرته
ولد عبد السلام بن عبد الله عيون السود في سنة 1341 هـ/ 1922 في حمص ونشأ بها في أسرة فقيرة. تلقى دراسته الابتدائية في حمص، ولم يكمل دراسته الثانوية بسبب عمله. التحق بعد الدراسة الابتدائية بكلية الشرعية في حلب. كان جنديًا بالجيش الفرنسي في بداية حياته العملية ثم عمل موظفًا في الإنتاج الزراعي، ثم في وزارة المالية.

أصيب بمرض التوسع الإكليلي في القلب، ولم يكتشف الأطباء مرضه إلا في مراحله الأخيرة، مما جعل علاجه أمراً متعذراً، وقد أدى به هذا المرض الذي لازمه ثلاث سنوات قبل وفاته إلى الشعور باليأس وقام بإحراق مخطوطة ديوانه بعنوان مع الريح.

توفي في 15 يناير 1954/ 11 جمادى الأولى 1373 ولم يتجاوز الثانية والثلاثين.

## شعره
بدأ بنظم الشعر التقليدي وهو في العشرين من عمره، ثم ابتكر بعد سنوات أسلوبه الشعري الخاص، يغلب على أدبه التشاؤم والسوداوية. جمع أدبه أصدقائه الثلاثة وصفي قرنفلي ونصوح الفاخوري وعبد القادر جنيدي في كتابًا بعنوان «آثار عبد السلام عيون السود الشعرية والنثرية» الذي صدرت في 1969. وقد أصدرت وزارة الثقافة السورية‌ ديوانه، أو ما بقي من ديوانه، في 1968. جاء في معجم البابطين عنه:«التزم البناء العمودي في شعره، لغته سلسة متدفقة، وصوره حية تصدر عن ذاته بلا تكلف، فتعكس تجربته الشخصية من آلام ومعاناة وإحساس عميق بالحزن والتشاؤم؛ فكان أقرب إلى الرومانسيين في تصوره. نفَسه قصير وبعض شعره مقطوعات، وتظهر في عباراته خبرته بالتراث الشعري العربي.» 

## حياته الشخصية
تزوج في بدء شبابه وخلف ثلاثة أولاد. 

## وصلات خارجية
- في موقع أرشيف المجلات